# Milunka Savić
Milunka Savić CMG (en serbi ciríl·lic: Милунка Савић; 28 de juny de 1892/10 d'agost de 1895 – 5 d'octubre de 1973) va ser una heroïna de guerra sèrbia que va lluitar a les Guerres Balcàniques i a la Primera Guerra Mundial. D'acord amb una font sèrbia, podria ser la dona més condecorada de la història bèl·lica.

## Biografia

### Trajectòria militar
Savić va néixer probablement el 1890, a la localitat sèrbia de Koprivnica, al costat de Raška. El 1913 el seu germà va rebre una carta amb una convocatòria de mobilització per a la Segona Guerra Balcànica. Savić va decidir anar-hi en el seu lloc, retallant el seu cabell i vestint roba d'home. Poc després s'allistaria en l'exèrcit de terra de Sèrbia, on tindria ocasió de combatre i de guanyar la seva primera medalla. Va ser promoguda al rang de caporal durant la batalla de Bregalnica. Compromesa al camp de batalla, va suportar diverses ferides i va ser mentre es recuperava a l'hospital quan el seu gènere va sortir a la llum, per a sorpresa dels metges a la sala.
El 1914, al començament de la Primera Guerra Mundial, Savić va ser condecorada amb la seva primera Estrella de Karađorđe amb Espases en acabar la batalla de Kolubara. Va rebre la seva segona Estrella de Karađorđe (amb espases) després de la primera batalla del riu Crna el 1916, quan va capturar, sense ajuda externa, a 23 soldats búlgars.

### Honors militars
Savić va ser condecorada, dos cops, amb la Legió d'Honor de França, amb la Creu de Sant Jordi de Rússia, amb el Molt Distingit Orde de Sant Miquel i Sant Jord del Regne Unit, i amb la medalla Miloš Obilić de Sèrbia. Va ser l'única dona a rebre la Croix de guerre 1914-1918 de França, amb una palma d'or pels serveis prestats durant la Primera Guerra Mundial.

### Posguerra i últims anys

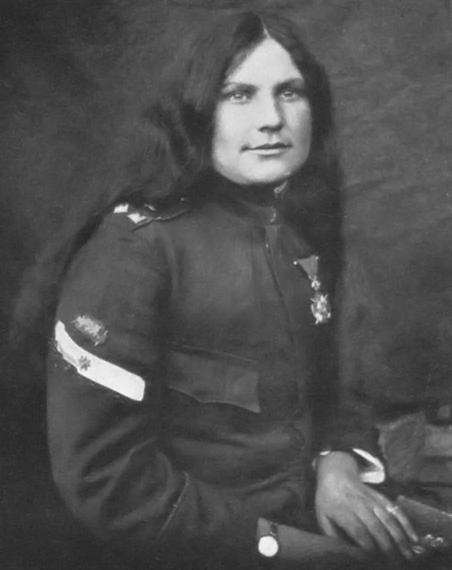
Caporal Milunka Savić.

Va ser desmobilitzada el 1919, i va rebutjar una oferta per mudar-se a França, on era elegible per rebre una bona pensió francesa pels seus anys de servei militar. Va decidir romandre a Belgrad i va aconseguir feina en una oficina de correus. El 1923 va contraure matrimoni amb Veljko Gligorijević, a qui va conèixer a Mostar, però es va divorciar ràpidament després del naixement de la seva filla Milena. Savić també va adoptar tres filles més. En el període d'entreguerra, va caure en l'oblit. Va realitzar diversos treballs domèstics fins a 1927, després de la qual cosa va obtenir una ocupació estable com a netejadora al Banc Hipotecari de l'Estat. Vuit anys més tard va aconseguir un ascens i va començar a netejar a l'oficina del director general de l'entitat bancària.
Durant l'ocupació alemanya de Sèrbia en la Segona Guerra Mundial, Savić va refusar assistir a un banquet organitzat per Milan Nedić, al qual van assistir diversos generals i oficials de l'Alemanya nazi. Com a resultat, va ser arrestada i enviada al camp de concentració de Banjica, on va complir una pena de presó de deu mesos.
Amb l'arribada del socialisme al poder el 1945, Savić va rebre una pensió estatal, i va romandre a la seva residència al barri de Voždovac de Belgrad. La seva filla gran va ser hospitalitzada a la fi dels anys 1950, mentre vivia en una casa en ruïnes a Voždovac al costat de la seva mare i de les seves tres germanes adoptives: Milka, una nena abandonada a l'estació de tren de Stalac; Radmila-Višnja; i Zorka, una òrfena de Dalmàcia. Més endavant, Savić assistiria amb freqüència a les cerimònies militars de veterans de guerra, lluint les seves medalles. Altres oficials de la milícia parlarien amb ella i es farien ressò de les seves gestes en temps de guerra. Les notícies es van estendre com la pólvora i finalment aconseguiria reconeixement. El 1972, gràcies a la pressió social i a un article periodístic que havia denunciat la seva precària situació domèstica i financera, el govern li va donar un petit apartament a les proximitats del Congrés de Belgrad.
Va morir a Belgrad el 5 d'octubre de 1973, als 81 anys, i les seves restes van rebre sepultura al cementiri de Novo groblje. Un carrer de Belgrad va rebre el seu nom.